# Успение Богородично (Палеограцано)
„Успение Богородично“ (на гръцки: Ναός Κοίμησης της Θεοτόκου) е православна църква в южномакедонското велвендско село Палеограцано, Егейска Македония, Гърция, част от Сервийската и Кожанска епархия.

## Местоположение
Църквата е разположена на хълм в северозападната част на селото.

## История
Според местната традиция храмът датира от 1750 година. До построяването на „Свети Николай“ в 1850 година „Успение Богородично“ е главната енорийска църква на селото. След пълното и разрушаване от турците, в 1910 година е възстановена изцяло.